# Jules Rispal
Jules Louis Rispal fue un escultor francés nacido el año 1871 en Burdeos y fallecido el 1909 en la misma ciudad.

## Obras

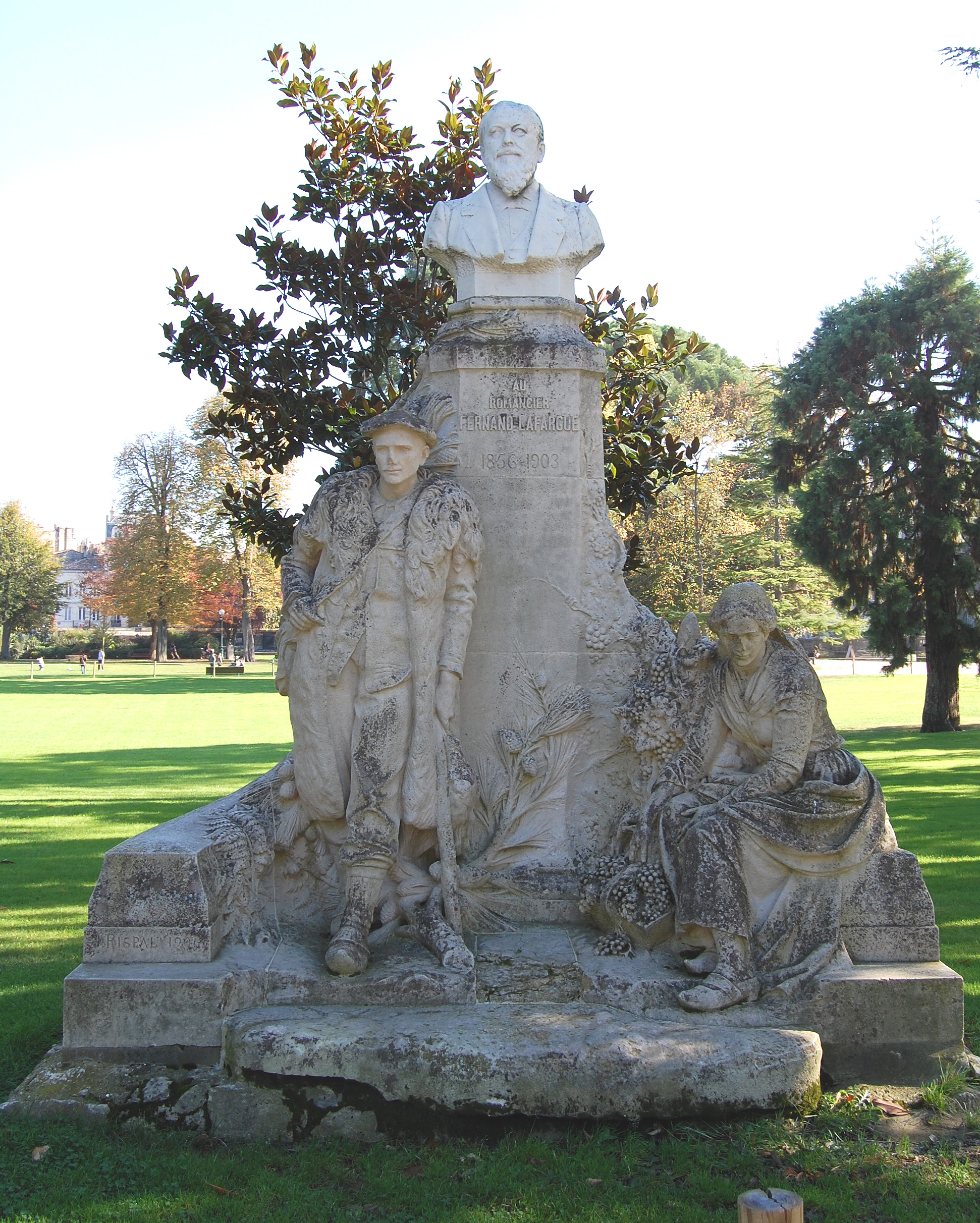
Monumento a Jean Fernand-Lafargue, Burdeos.

- En el n°18 de la calle Perrée :fr: de París, un gran reloj de sol de una altura de cuatro plantas, en la fachada de un inmueble de estilo Modernista.
- Monumento a los Muertos de la guerra de 1870  (fr), de 1903), en Bressuire (Deux-Sèvres).[1]
- Monumento a Jean Fernand-Lafargue (1906), Burdeos.

- Ninfa de Diana, escultura en el jardín del ayuntamiento de Burdeos

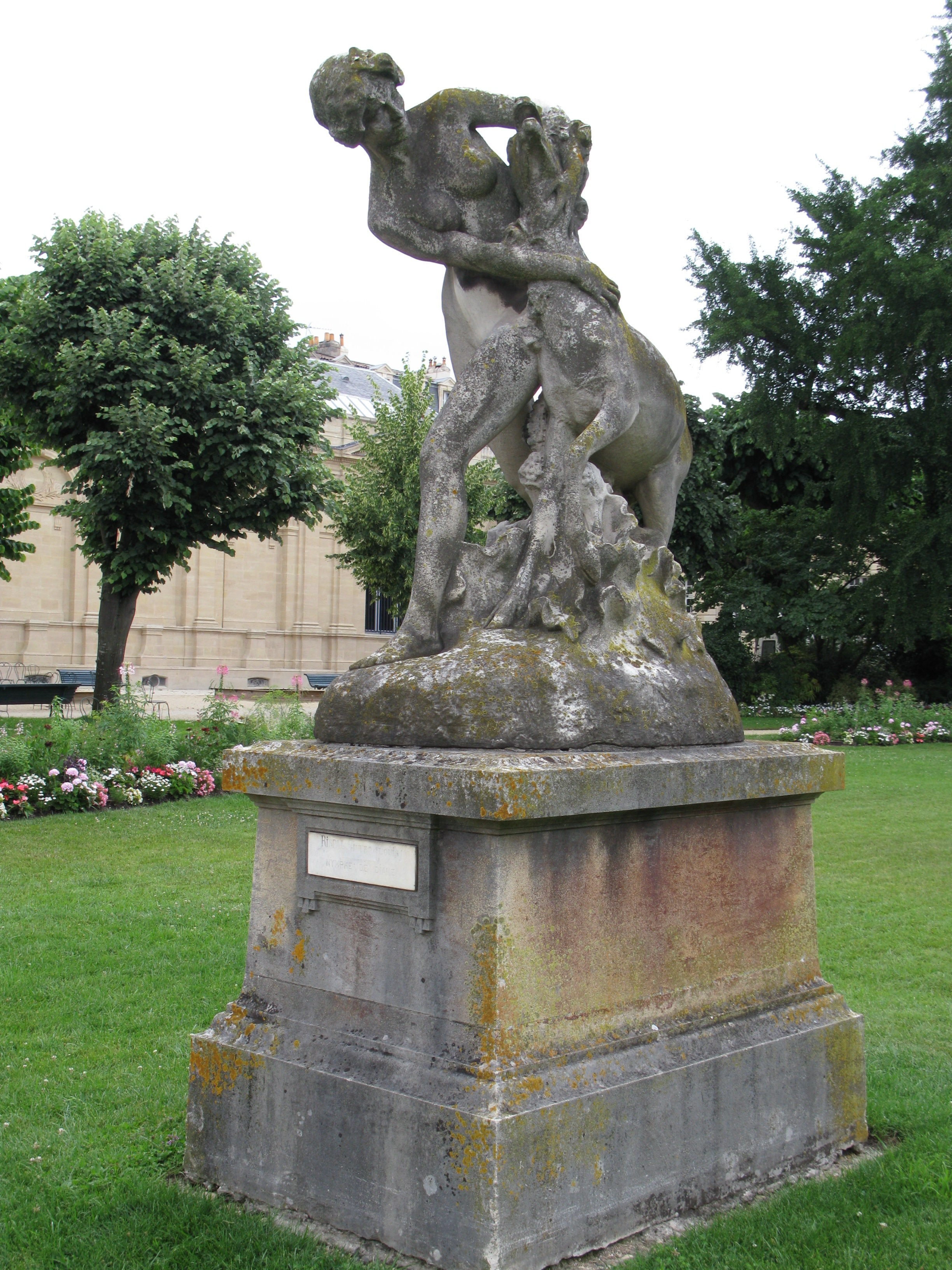